# 蔚山 (フリゲート)
蔚山（ウルサン、朝鮮語: 울산、英語: ROKS Ulsan, FF-951）は、大韓民国海軍のフリゲート。蔚山級フリゲートのネームシップ。艦名は、蔚山広域市に由来する。

## 艦歴
1983年4月9日に済州東方海上で沈没した「第1マサン号」船長ら7人を救助している。
1983年12月3日には、指揮艦として釜山多大浦海岸に浸透したスパイ船を撃沈している。
1993年に韓国海軍艦艇として初めてロシア・ウラジオストクを訪問。
2014年12月30日に鎮海軍港で退役式典を行った。その後蔚山市南区と海軍本部との協議が行われ、展示施設としての価値があると判断が下され、「蔚山」の無償貸与契約が締結された。合計24億ウォンをかけて改修され、2017年4月18日に完成、4月20日から蔚山広域市南区長生浦で一般公開されている。機関室やいくつかのコンパートメントは閉鎖されたものの、乗務員の寝室、CIC、艦長室、艦橋などが見学可能である。料金は個人1000ウォン、団体800ウォン（20人以上）。